# An VIII
XVIIIe siècle |
XIXe siècle  |
XXe siècle
Années 1780 | Années 1790 | Ère républicaine | Années 1800 | Années 1810
an V | an VI | an VII | an VIII | an IX | an X | an XI | an XII | an XIII | an XIV | 1806
L’an VIII du calendrier républicain, correspond aux années 1799 et 1800 du calendrier grégorien. Cette année a commencé le 23 septembre 1799 et s'est terminée le 22 septembre 1800.

## Événements
- 18 brumaire (9 novembre 1799) : Coup d'État du 18 Brumaire : Bonaparte renverse le Directoire, prend le pouvoir et se nomme Premier consul.
- 19 frimaire (10 décembre 1799) : Loi créant les bases du système métrique[1].
- 28 nivôse (18 janvier 1800) : Création de la Banque de France[2].
- 28 pluviôse (17 février 1800) : Bonaparte crée les fonctions de préfet et de sous-préfet. Il demande à Cambacérès de composer le Code des Lois.
- 25 floréal (15 mai 1800) : Napoléon Bonaparte traverse les Alpes et envahit l'Italie.
- 25 prairial (14 juin 1800) : Victoire de Bonaparte et de Desaix à la bataille de Marengo contre l'armée autrichienne.
- 30 thermidor (18 août 1800) : Conclusion d'un armistice entre la république française et la régence d'Alger[3],[4].
- 18 fructidor (5 septembre 1800) : L'île de Malte, qui était occupée par les Français, est conquise par les troupes britanniques.

## Morts
- 25 prairial (14 juin) :
  - Louis Charles Antoine Desaix, général en chef français, mort à la bataille de Marengo.
  - Jean-Baptiste Kléber, (assassiné en Égypte) général en chef français.

## Concordance
| 1 Vendémiaire  | 23 septembre |
| 8 Vendémiaire  | 30 septembre |
| 9 Vendémiaire  | 1er octobre  |
| 30 Vendémiaire | 22 octobre   |
| 1 Brumaire     | 23 octobre   |
| 9 Brumaire     | 31 octobre   |
| 10 Brumaire    | 1er novembre |
| 30 Brumaire    | 21 novembre  |
| 1 Frimaire     | 22 novembre  |
| 9 Frimaire     | 30 novembre  |
| 10 Frimaire    | 1er décembre |
| 30 Frimaire    | 21 décembre  |
| 1 Nivôse       | 22 décembre  |
| 10 Nivôse      | 31 décembre  |

| 11 Nivôse   | 1er janvier |
| 30 Nivôse   | 20 janvier  |
| 1 Pluviôse  | 21 janvier  |
| 11 Pluviôse | 31 janvier  |
| 12 Pluviôse | 1er février |
| 30 Pluviôse | 19 février  |
| 1 Ventôse   | 20 février  |
| 9 Ventôse   | 28 février  |
| 10 Ventôse  | 1er mars    |
| 30 Ventôse  | 21 mars     |
| 1 Germinal  | 22 mars     |
| 10 Germinal | 31 mars     |
| 11 Germinal | 1er avril   |
| 30 Germinal | 20 avril    |

| 1 Floréal    | 21 avril    |
| 10 Floréal   | 30 avril    |
| 11 Floréal   | 1er mai     |
| 30 Floréal   | 20 mai      |
| 1 Prairial   | 21 mai      |
| 11 Prairial  | 31 mai      |
| 12 Prairial  | 1er juin    |
| 30 Prairial  | 19 juin     |
| 1 Messidor   | 20 juin     |
| 11 Messidor  | 30 juin     |
| 12 Messidor  | 1er juillet |
| 30 Messidor  | 19 juillet  |
| 1 Thermidor  | 20 juillet  |
| 12 Thermidor | 31 juillet  |

| 13 Thermidor | 1er août      |
| 30 Thermidor | 18 août       |
| 1 Fructidor  | 19 août       |
| 13 Fructidor | 31 août       |
| 14 Fructidor | 1er septembre |
| 30 Fructidor | 17 septembre  |

| de la vertu     | 18 septembre |
| du génie        | 19 septembre |
| du travail      | 20 septembre |
| de l’opinion    | 21 septembre |
| des récompenses | 22 septembre |